# Fiddle River
Fiddle River är ett vattendrag i Kanada.   Det ligger i provinsen Alberta, i den centrala delen av landet, 3 100 km väster om huvudstaden Ottawa.
I omgivningarna runt Fiddle River växer i huvudsak barrskog. Trakten runt Fiddle River är nära nog obefolkad, med mindre än två invånare per kvadratkilometer.